# FC Anker Wismar
Maillots
Le FC Anker Wismar est un club allemand de football localisé à Wismar dans le Mecklembourg, de nos jours dans le Mecklembourg-Poméranie antérieure.
Le club tire son nom actuel d’une fusion imaginée et presque conclue en 1997, entre le TSG Wismar et le SV Schifffahrt/Hafen Wismar. La fusion n’intervint finalement qu’en janvier 2003

## Histoire

### TSG Wismar
Le club a ses racines dans la création en 1903 du FC Elite 1903 Wismar. Le cercle changea d’appellation deux ans plus tard pour devenir le Wismarer FC 1905.
Entre-temps, en décembre 1904, le cercle avait été un des fondateurs de la Mecklenburgischer Fußball-Bund (MFB). Cette ligue participa à la création, en avril 1905, de la Norddeutscher Spiel-Verband (NSV), puis en devint un Bezirk (district).
De 1909 à 1933, le cercle joua dans les ligues du Mecklembourg sous la dénomination de Germania Wismar. À partir de 1921, il joua ses rencontres à domicile à la Goethestraße dans un stade de 10 000 places. 
En 1933, dès leur arrivée au pouvoir, les Nazis placèrent le sport sous le contrôle par l’entremise du DRL/NSRL. Ils réformèrent les compétitions de football en créant seize ligues régionales, les Gauligen. 
En 1942, le club évolua, sous le nom de TSV Wismar, en Gauliga Mecklenburg. Cette ligue était issue d’une scission en trois parties de la Gauliga Nordmark. Le club y resta jusqu’au terme de la Seconde Guerre mondiale.
En 1945, le club fut dissous par les Alliés, comme tous les clubs et associations allemands (voir Directive n°23). Wismar, comme tout le  Mecklembourg se retrouva dans la zone d’occupation soviétique dont les autorités militaires autorisèrent la reconstitution du club sous le nom de Sportgruppe (SG) Wismar-Süd, en 1946.
Dans la zone soviétique, les compétitions de football reprirent avec les clubs répartis en cinq séries régionales (Brandenburg, Mecklenburg/Vorpommern, Sachsen, Sachsen-Anhalt, Thüringen).
Lors de la saison 1947-1948, le SG Wismar-Süd termina vice-champion derrière le SG Schwerin du groupe Mecklenburg/Vorpommern et put ainsi participer au tour final de la zone soviétique. Il fut éliminé (3-1), au premier tour par le SG Freiimfelde, champion du groupe Sachsen-Anhalt.
Le SG Planitz, champion du Groupe Sachsen, qui remporta le titre de la zone soviétique mais il se vit refuser la participation au tour final national. .
En 1950, le club emménage dans son stade actuel du Kurt-Bürger-Stadion.
Le SG Wismar-Süd fut renommé ZSG Wismar puis BSG Anker Wismar, par les autorités communistes et disputa le championnat 1950-1951 dans la DDR-Liga, soit le niveau 2 de la hiérarchie. Vice-champion du Groupe 1, le club monta en  DDR-Oberliga où il joua sous le nom de BSG Motor Wismar. Il fut relégué après une saison.
Il évolua au niveau 2 jusqu’en 1955 puis glissa au 3e étage. 
Le club conserva la même appellation jusqu’en 1961 où il fut renommé TSG Wismar. Champion de la Bezirksliga Rostock, Groupe West, le club gagna la finale (5-1 et 1-1) l’opposant au Lokomotiv Greifswald, champion du Groupe Ost. Le TSG Wismar put ainsi remonter en DDR-Liga en vue de la saison 1964-1965. Il fut versé dans le Groupe Nord dont il fut vice-champion en 1971. L’année suivante, il en remporta le titre mais ne décrocha pas la montée. À cette époque la D2 est-allemande comptait 5 séries et n’était promu que le vainqueur d’un tour final regroupant les champions. Le club fut encore vice-champion en 73.
Le cercle presta plusieurs saisons en milieu de tableau jusqu’en 1984, où il dut redescendre.
Le TSG Wismar remporta la Bezirksliga Rostock en 1989 mais ne monta pas. Ce fut le 6e classé, le Motor Stralsund qui fut promu. Sans doute un choix des autorités communistes. Quelques semaines après le début de la compétition suivante, eut lieu l’impensable: la Chute du Mur de Berlin. 
Alors que la RDA vivait ses dernières heures, le TSG Wismar termina la saison 1989-1990 à une modeste 11e place sur 14, en Bezirksliga Rostock devenue le niveau 4 suit à l’intégration des clubs est-allemands au sein de la DFB.
En fin de saison 1990-1991, le club remporta le titre de la Bezirksliga Rostock et accéda à la Landesliga Meckenburg-Vorpommern, une ligue nouvellement créée au niveau 4. le TSG Wismar resta dans cette ligue qui en 1994 recula au 5e rang de la hiérarchie à la suite de l’instauration des Regionalligen au niveau 3.
En vue de la saison 1995-1996, le niveau 5 prit le nom de Verbandsliga, Le 6e niveau héritant du nom de Landesliga et le 7e de Berziskliga.
En 1997, le club fut relégué en Landesliga Mecklenburg-Vorpommern, Groupe West. Au même moment, le SV Schiffahrt/Hafen Wismar remportait cette ligue faisait le chemin inverse.
En cette fin de saison 97, les deux clubs avaient entamé des pourparlers en vue d’une fusion avec le SV Schifffahrt/Hafen Wismar, mais alors que l’affaire semblait entendue, le TSG Wismar souhaita poursuivre seul.
Le club joua en Landesliga Groupe West mais se contenta de rôle mineur durant quelques saisons, puis en 2001 et en 2002, il fut vice-champion.
Après une nouvelle saison modeste, le TSG Wismar accepta la fusion avec le 'FC Anker Wismar.

### SV Schiffahrt/Hafen Wismar / FC Anker Wismar
Fondation initiale: ???
Lors de la saison 1990-1991, le SV Schiffahrt/Hafen Wismar accéda à la Bezirksliga Mecklenburg-Vorpommern, Groupe West, une ligue située au niveau 5 de la hiérarchie d’un football allemand réunifié depuis la fin de la saison précédente.
Le club y évolua jusqu’en fin de saison 1994-1995. À ce moment, les ligues étaient restructurées. La Landesfußballverband Mecklenburg-Vorpommern (LFV) ajoutait un niveau sous les quatre ligues supérieures (Bundelisga, 2. Bundesliga, Regionalliga et Oberliga), le 5e niveau prit alors le nom de Verbandsliga Mecklenburg-Vorpommern alors que le terme Landesliga allait être appliqué au niveau 6.
Hiérarchiquement, le club avait reculé d’un rang à la suite de l’instauration des Regionalligen au niveau 3, à l’été 1994. Champion 1995 du niveau 6, le Schiffahrt/Hafen Wismar monta vers le niveau 5. Huit autres équipes dont l’équipe Réserves du TSG Wismar purent rester au même niveau (qui recevait donc le nom de Landesliga). La Berzirksliga où venait d’être titré le SV S/H Wismar se retrouvait niveau 7.
En 1996-1997, le SV Schiffahrt/Hafen Wismar termina 15e sur 16 et redescendit au niveau 6 pendant que le TSG Wismar 12e assura son maintien.
Le SV S/H Wismar conquit immédiatement le titre de Landesliga et retourna en Verbandsliga. Au même moment, le TSG faisait le chemin inverse.
Des pourparlers en vue d’une fusion SV S/H Wismar + TSG Wismar semblèrent aboutir puis…le TSG changea d’avis.
En vue de la saison 1997-1998, le SV Schiffahrt/Hafen Wismar changea son appellation et devint le FC Anker Wismar (soit le nom qui avait été choisi pour le club fusionné).
Vice-champion en 1999, le FC Anker enleva le titre de Verbandsliga en 2000 et monta en Oberliga Nordost Nord, 4e étage de la pyramide du football allemand. Le club ne parvint pas à s’y maintenir (16e sur 18).
Vice-champion en 2002, le Anker Wismar termina 3e la saison suivante. Durant ce championnat, le  janvier 31 janvier 2003, la fusion avortée 6 ans plus tôt se concrétisa. Le FC Anker Wismar et le TSG Wismar s’unirent sous le nom de FC Anker Wismar. L’équipe Réserves prit la place du TSG en Landesliga (niveau 6).

### FC Anker Wismar
Le club fusionné fêta l’événement en obtenant le titre en Verbandsliga et remonta en Oberliga, dès la fin de saison 2003-2004.
Mais en 2006, une dernière place en Oberliga Nordost Nord fut synonyme de retour au niveau 5.
Après trois saisons mitigées, le FC Anker Wismar remporta le titre de Verbandsliga en 2010.

## Fusion reportée de 6 ans
Le 2 mai 1997, plusieurs semaines de négociations aboutirent à un accord entre le TSG Wismar et le SV Schiffahrt/Hafen Wismar qui semblèrent sur le point de fusionner.
Ce jour-là, un article parut dans la presse avec les déclarations d’intention des responsables des deux cercles. Le résumé est aisé, le concept était celui, souvent espéré en pareils cas, de bâtir un club solide et ambitieux. Les édiles communales et les citoyens souscrivirent à ce qui s’apparentait à une bonne nouvelle.
Mais dès le lendemain de la parution de l’article, la fusion n’existait déjà plus. Le TSG Wismar reprit sa parole et souhaite poursuivre seul. Il semble que ses dirigeants eussent souhaité gagner du temps afin de rester 1er club de la localité, mais ce fut l’inverse qui se produisit.
Par la suite, le TSG sembla être puni de son revirement. À la fin de la saison suivante, il fut relégué vers le 6e niveau alors que le SV S/H qui avait conservé le nom élu pour la fusion soir FC Anker Wismar monta vers le 5e étage.
La hiérarchie ne s’inversa plus. Le FC Anker gagna même le droit de monter au niveau 4.
Finalement, le TSG Wismar revint au tour de la table et la fusion fut entérinée le 31 janvier 2003.

## Palmarès

### TSG Wismar
- Champion de la DDR-Liga, Groupe Nord: 1972.
- Vice-champion de la DDR-Liga, Groupe Nord: 1971, 1973.
- Champion de la Bezirksliga Rostock, Groupe West: 1964.
- Champion de la Bezirksliga Rostock: 1964, 1989.

### Schiffahrt/Hafen Wismar – FC Anker Wismar
- Champion de Berziksliga Mecklenburg-Vorpommern: 1995.
- Champion de Landesliga Mecklenburg-Vorpommern: 1997.
- Champion de Verbandsliga Mecklenburg-Vorpommern: 2000, 2004, 2010.
- Vice-champion de Verbandsliga Mecklenburg-Vorpommern: 1999, 2002

## Anciens joueurs
- Günter Szewierski (1923-2005) joua 57 rencontres en DDR-Oberliga.
- Fritz Laband (1925-1982) 4 fois International allemand, champion du monde.
- Heinz Minuth (1929), joua 213 rencontres en DDR-Oberliga, dont 60 pour Wismar.
- Herbert Holtfreter (1932-2003) joua 145 rencontres en DDR-Oberliga, dont 35 pour Wismar.
- Heino Kleiminger (1939) 4 fois International est-allemand, joua 186 rencontres en DDR-Oberliga.
- Alfred Zulkowski (1940-1989) 1 fois International est-allemand, 4 fois champion d’Allemagne de l’Est (avec le FC Vorwärts Berlin) .
- Peter Sykora (1946), joua 138 rencontres en DDR-Oberliga.
- Joachim Streich (1951) 102 fois International est-allemand, joua 378 rencontres en DDR-Oberliga.
- Volker Röhrich (1962), joua en DDR-Oberliga.
- Andreas Zachhuber (1962) joua 67 rencontres en DDR-Oberliga.
- René Rydlewicz (1973), joua 199 rencontres en Bundesliga avec FC Hansa Rostock.
- Carsten Jancker (1974) 33 fois international allemand (10 buts), vice-champion du monde 2002.
- Fiete Sykora (1982) joua en 2. Bundesliga avec FC Carl Zeiss Jena, FC Erzgebirge Aue et VfL Osnabrück.

## Sources et Liens externes
- Website officiel du FC Anker Wismar
- Hardy Grüne (2001): Vereinslexikon – Enzyklopädie des deutschen Ligafußballs –  Band 7. Kassel: AGON Sportverlag,  (ISBN 3-89784-147-9).
- Archives des ligues allemandes depuis 1903
- Base de données du f-1948 - tour final national. ..dfb.de  Site de la Fédération allemande de football